# Ochrotrichia potomus
Ochrotrichia potomus är en nattsländeart som beskrevs av Donald G. Denning 1948. Ochrotrichia potomus ingår i släktet Ochrotrichia och familjen smånattsländor. Inga underarter finns listade i Catalogue of Life.